# Кирилів Дмитро Олегович
Дмитро Андрійович Кирилів — український кларнетист, композитор.

## Життєпис
Закінчив Тернопільський мистецький коледж імені Соломії Крушельницької (2020). Студент Віденської музичної консерваторії. 

## Музична кар'єра
З 7-и років пише музику.

### Альбоми
- «Божевілля» (2020).

## Відзнаки
- грошова премія від режисера, пам'ятна грамота та кришталевий кубок конкурсу на написання музики для документального фільму італійського режисера Курта Дембергера «Експедиція на гору Монтеб'янко» (2018)[1][2],
- III місце Міжнародного оркестрового відбору Auditions Awards (2020, Італія)[3][4].